# عبد الرؤوف جمجوم
عبد الرؤوف بن عبد العزيز بن صلاح عيسى جمجوم؛ هو من الأعلام الذين عملوا على إرساء بوادر التعليم في الحجاز. ولد عام 1299هـ في مدينة جدة، نشأ تحت ظل أسرته التي اشتهرت بمركزها التجاري المرموق في المجتمع.

## التأسيس والتكوين
تعلم القراءة والكتابة والعلوم الدينية والحساب وكان جميل الخط، بعد إكمال تعليمه عمل في التجارة وكان من الشبان الذي تعاونوا مؤسس مدارس الفلاح في نقل التلاميذ من بيوتهم إلى المدارس من بعد غروب الشمس وإعادتهم إلى بيوتهم في جنح الظلام حينما كانت الدراسة تتم ليلاً لعدم الحصول على الترخيص من الحكومة العثمانية بافتتاح المدرسة.

## أبرز أعماله
- عمل في التجارة مع أشهر تجار مدينة جدة.
- تعاون مع مؤسس مدارس الفلاح في تدريس التلاميذ قبل صدور تصريح افتتاح المدرسة، وقاده شغفه إلى متابعة شؤون المدرسة والصرف عليها من ماله الخاص
- تولى وكالة مدارس الفلاح في جدة ومكة المكرمة.[3]

## وفاته
توفي عام 1338هـ ( 1920م ) في مكة المكرمة.

## وصلات خارجية
- عبد الرؤوف جمجوم.. التاجر العصامي.